# 纳瓦德罗阿
纳瓦德罗阿，是西班牙卡斯蒂利亚-莱昂布尔戈斯省的一个市镇。总面积22平方公里，总人口255人（2001年），人口密度12人/平方公里。